# Universala Esperanto-Asocio

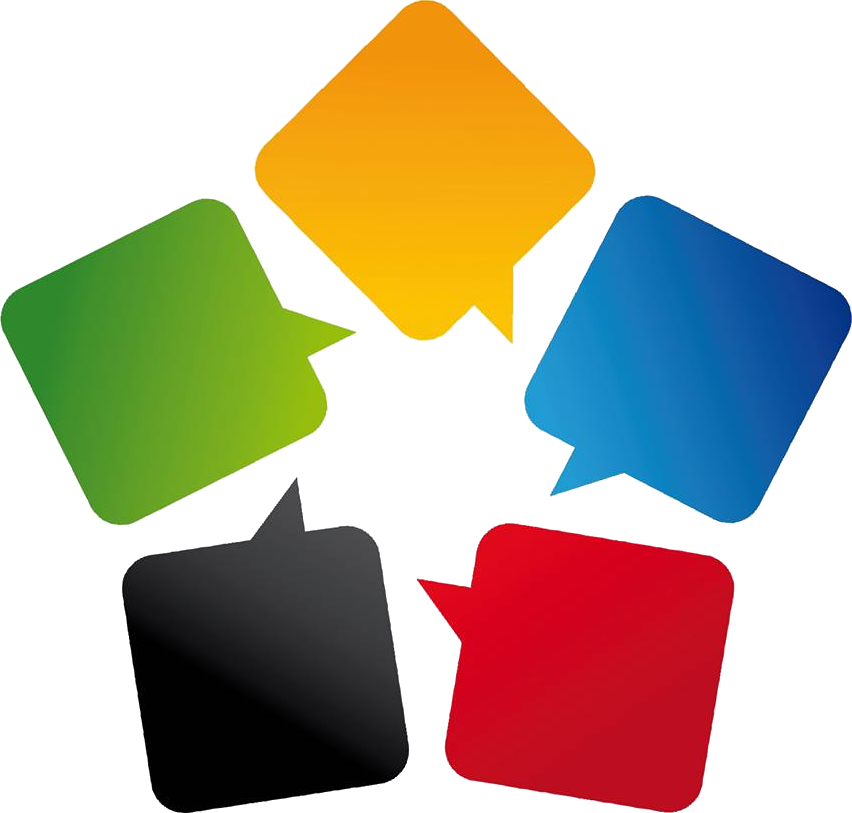
Logo van UEA

De Wereld-Esperantovereniging (Esperanto: Universala Esperanto-Asocio, UEA) is de grootste internationale organisatie van Esperantosprekers die zich inzet voor de verspreiding van de internationale taal Esperanto en meer rechtvaardigheid en gelijkwaardigheid op het vlak van talen in de wereld. UEA werd in 1908 opgericht door de Zwitser Hector Hodler.
Het hoofdkantoor van UEA is gevestigd aan de Nieuwe Binnenweg 176 te Rotterdam. De vereniging heeft ook een kantoor in het VN-gebouw in New York.

## Betrekkingen
Universala Esperanto-Asocio (UEA) heeft officiële betrekkingen met de VN en UNESCO. Behalve individuele personen zijn 99 landelijke Esperanto-organisaties lid van UEA. De voorzitter van de vereniging is sinds 2019 de Britse hoogleraar Duncan Charters.
In 2015 had UEA 5.500 leden uit 121 landen die rechtstreeks hun contributie betalen aan UEA. Daarnaast waren er in 2015 9.200 leden uit 72 landen die aangesloten zijn via een landelijke vereniging en via hun landelijke lidmaatschap tevens zijn aangesloten bij UEA.  Tevens geeft UEA boeken uit, heeft de grootste postorder Esperantoboekwinkel van de wereld (met meer dan 4000 verschillende boeken, CD's en andere artikelen) en onderhoudt een informatiecentrum en een uitgebreide Esperanto-bibliotheek. De vereniging onderhoudt ook het Delegita Reto, een netwerk van contactpersonen in de hele wereld, die beschikbaar zijn voor een informatieverzoek over hun geografische locatie of hun vakgebied.

## Evenementen
Het jaarlijkse Esperanto-Wereldcongres, dat elk jaar met 1000 tot 3000 deelnemers in een ander land plaatsvindt, wordt georganiseerd door UEA.

## Jongerenafdeling
De jongerenafdeling van de UEA heet Tutmonda Esperantista Junulara Organizo (TEJO). Analoog aan het Wereldcongres van UEA, organiseert TEJO een Internationaal Jongeren-Esperanto-Congres (Internacia Junulara Kongreso, IJK), elk jaar in een ander land. Het IJK is een evenement van een week lang concerten, lezingen, excursies en "plezier maken" in het algemeen, dat jaarlijks bezocht wordt door honderden jonge mensen vanuit de hele wereld.

## Financiële problemen
In juli 2019 werd bekend dat het hoofdkantoor van UEA in Rotterdam wegens financiële problemen van de vereniging met sluiting werd bedreigd.